# Tournefortia rubicunda
Tournefortia rubicunda là loài thực vật có hoa trong họ Mồ hôi. Loài này được Salzm. ex DC. miêu tả khoa học đầu tiên năm 1845.